# Lewi Pethrus

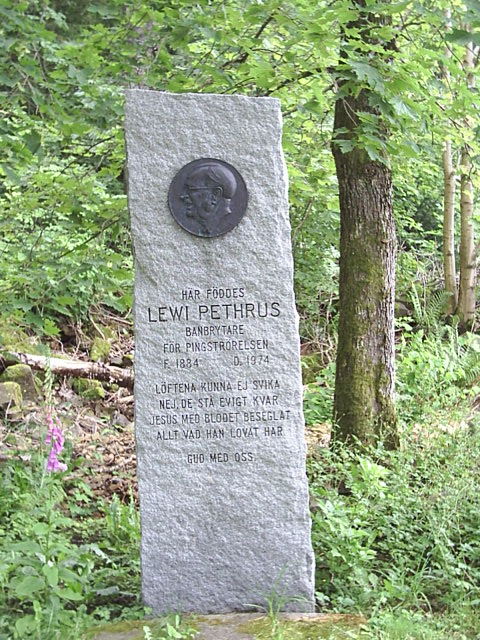
Minnessten över Lewi Pethrus på Hallebergs sluttning i Vargön.

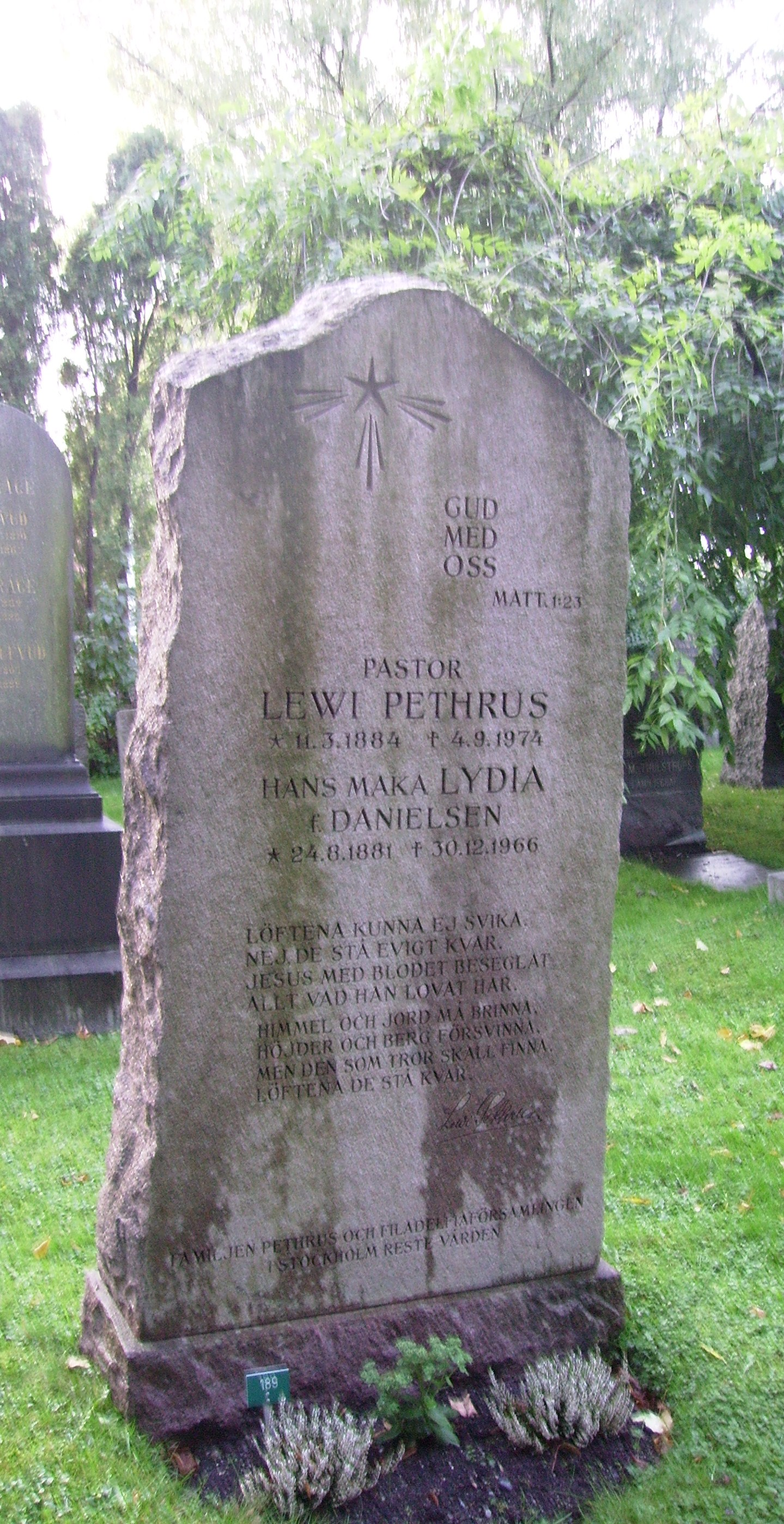
Lewi Pethrus gravvård på Solna kyrkogård.

Lewi Pethrus, ursprungligen Petrus Lewi Johansson, född 11 mars 1884 i Vargön i Västra Tunhems församling i Älvsborgs län (i nuvarande Västra Götalands län), död 4 september 1974 i Stockholm, var en svensk förgrundsgestalt och ledare inom Pingströrelsen. Han kom i kontakt med pingstväckelsen genom ett möte i Oslo 1907 med Thomas Ball Barratt (vilken hade haft indirekt kontakt med pingstväckelsen i Azusa Street) och förde med sig den till sin dåvarande församling i Lidköping. Han blev sedan pastor och föreståndare för Filadelfiaförsamlingen i Stockholm (7:e baptistförsamlingen) från 9 januari 1911 till 7 september 1958. Han tog initiativ till bildandet av partiet Kristen Demokratisk Samling (KDS) och startandet av dagstidningen Dagen. Lewi Pethrus är begravd på Solna kyrkogård.
Pethrus författade böcker och sånger med religiöst tema. Hans psalmer är publicerade i pingströrelsens egen psalmbok Segertoner. Segertoner (1930) utgavs under hans redaktörskap och ett 20-tal av hans egna psalmer finns med i den första utgåvan. Hans mest kända psalm Löftena kunna ej svika är spridd över stora delar i världen och den finns också med i den svenska psalmboken och numera även i Katolska kyrkan i Sveriges psalmbok.

## Biografi

### Bakgrund och tidig verksamhet
Lewi Pethrus, uppväxt i Vargön, var son till fabriksarbetaren Johan Jonsson (1836–1920) och Anna Kristina Pettersdotter (1842–1908). Han var arbetare vid Wargöns AB 1897–1899, där även hans far arbetade. Han blev döpt och medlem i Vänersborgs baptistförsamling 12 februari 1899. Han var fabriksarbetare och predikant i Norge 1900–1903 och baptistpredikant i Bengtsfors 1903–1904. 1904–1906 studerade han vid Betelseminariet i Stockholm. Han var pastor i Lidköpings baptistförsamling 1906–1910 och blev pastor och föreståndare i Filadelfiaförsamlingen i Stockholm (7:e baptistförsamlingen) 1911. Pethrus gifte 12 april 1913 med Lydia Josefine Danielsen (24 augusti 1881–30 december 1966) i baptistmenigheten Betania i Kragerø, Norge. Paret fick nio barn. Filadelfiaförsamlingen uteslöts ur Svenska baptistsamfundet 29 april 1913.
Lewi Pethrus var med och grundade Nyhemsveckan, som de första åren kallades Kölingaredsveckan före flytten till Nyhem. Han var också med och grundade den tvärpolitiska organisationen Kristet samhällsansvar (KSA) som syftade till att få in fler kristna riksdagsledamöter från olika partier. I gruppen ingick bland andra Skarabiskopen Sven Danell, pastor primarus, kyrkoherden i Storkyrkoförsamlingen Åke Zetterberg och Birger Ekstedt. Det blev ingen större framgång, vilket ledde till att Lewi Pethrus tog initiativ till bildandet av partiet Kristen Demokratisk Samling (KDS) samt startandet av dagstidningen Dagen, som han var chefredaktör för. Han var initiativtagare till en av Sveriges första ”fria radiostationer”, IBRA Radio, som var en radiokanal med både svenska och utländska sändningar. Han tog initiativ till pingstbanken-Samspar, inköp av Kaggeholms Slott och den folkhögskoleverksamhet som kom att bedrivas där. Lewi Pethrus tog också initiativet till byggandet av Filadelfiakyrkan i Stockholm som då var Stockholms största samlingslokal och Europas största frikyrkobyggnad. Han var drivande inför köpet av Rörstrands slott i Stockholm, som byggdes ihop med Filadelfiakyrkan. Det var Pethrus som upptäckte sångaren Einar Ekberg och såg till att Ekberg kunde bli kyrkosångare på heltid. Lewi Pethrus värnade om församlingens musikliv. Han rekryterade 1919 violinisten och kapellmästaren Oswald Lenti  som strängmusikledare och anställde några år senare musikdirektören Karl-Erik Svedlund som organist och körledare i Filadelfiakyrkan. 
Pethrus var också initiativtagare till Lewi Pethrus stiftelse för filantropisk verksamhet, mera känd som LP-stiftelsen, vilken en period bedrev vård för alkoholister och narkomaner. När Stiftelsen stod på höjdpunkten i sin verksamhet betraktades den som en av de mest framgångsrika när det gällde rehabilitering av narkomaner och alkoholister enligt undersökningar av religionssociologen professor Berndt Gustafssons undersökningar. Inom stiftelsen bedrevs också en industriell verksamhet under namnet Järbo Industrier. Under en tid bedrev man också verksamhet på Venngarns slott. Lewi Pethrus stod politiskt för en kristen moral med kristna etiska regler. Detta låg bakom hans och Birger Ekstedts grundande av Kristen Demokratisk Samling – senare Kristdemokraterna. Lewi Pethrus var negativ till Alf Svensson som partiledare efter Ekstedts död.

### Övrig verksamhet
Till Lewi Pethrus initiativ hörde också Världspingstkonferenserna, som var konferenser för olika pingstsamfund (karismatiska-pentakostala) kyrkor i världen. Pethrus hade, genom sina USA-kontakter och regelbundna vintervistelser där, intensiv bevakning av vad som hände i amerikanskt samfunds- och kyrkoliv. Tidigt fångade han upp tecken på den karismatiska väckelsen bland anglikanska kyrkor och i den katolska kyrkan, och han inbjöd anglikanska och katolska präster att predika i svenska pingstkyrkor och pingstkonferenser. Genom tidningen Dagen kunde han förmedla influenserna till svensk kristenhet, och det får nog anses som belagt att det hade en stor betydelse för att den karismatiska väckelsen vann förståelse inom pingstkyrkan, men också att den karismatiska rörelsen fick ett relativt stort inträde i svensk kristenhet, även i Svenska Kyrkan men också i Katolska kyrkan.
Lewi Pethrus introducerade också det så kallade Jesusfolket – en samling omvända hippies och narkomaner – till pingströrelsens Nyhemskonferens. Pethrus hade genom alla år ett gott förhållande till Svenska kyrkan, vilket bland annat omvittnades av dess ärkebiskopar. När pingströrelsen och Lewi Pethrus skulle skicka ut sina första missionärer till Afrika, var det dåvarande ärkebiskopen Nathan Söderblom som utfärdade den rekommendation som den belgiska regeringen krävde. Som ansvarig för bokförlagsverksamheten och annan litteratur- och tidningsverksamhet, bland annat pingstveckotidningen Evangelii Härold, knöt Lewi Pethrus tidigt till sig filosofie kandidat Curt Björkquist, som var prästson och bror till Sigtunastiftelsens grundare, sedermera biskop Manfred Björkquist. Till Lewi Pethrus nära medarbetare och vänner hörde också de före detta kyrkoherdarna G.E. Söderholm och Henning Thulin.
Skarabiskopen Sven Danell var en Pethrus personliga vänner, liksom högerledaren Jarl Hjalmarson. Pethrus var en färgstark debattör och deltog bland annat i radiosända debatter med bland andra den legendariske DN-chefen Herbert Tingsten och författaren Vilhelm Moberg. Som opinionsbildare hade Pethrus ett brett kontaktnät och var inte utan inflytande. Till hans vänner hörde också den stridbare författaren Sven Stolpe. Med författaren Sven Lidman hade Lewi Pethrus ett nära samarbete under många år, tills den så kallade Lidmanstriden blossade upp. Enligt samstämmiga uppgifter försonades de båda efter några år.
Lewi Pethrus och Filadelfiaförsamlingen i Stockholm tog också initiativ till en omfattande missionsverksamhet i Sydamerika, med bland andra Daniel Berg och Gunnar Vingren i Brasilien och Axel Andersson i Mexiko. I Brasilien blev de svenska pingstmissionärerna ledare för en omfattande social verksamhet och pingstkyrkan växte mycket kraftigt.

### Senare år och släktskap
Lewi Pethrus var teologie hedersdoktor vid Wheaton-universitet i USA och i samband med sin 90-årsdag förlänades han Vasaorden. Ordenutmärkelsen tillkom på initiativ av ärkebiskop Olof Sundby som var högtidstalare på Lewi Pethrus 90-årsdag. Sundby var också den ende utanför pingstledningen som talade vid Lewi Pethrus begravningsakt i Filadelfiakyrkan i Stockholm.
Vid Johnny Cashs Sverigebesök 1972 bjöd pingstpastorn Lewi Pethrus in honom att sjunga i Filadelfiakyrkan i Stockholm. Beslutet var djärvt och kontroversiellt, då frikyrkan – och i synnerhet pingströrelsen – tidigare betraktat så kallade profan musik som synd.
Pethrus är morfar till grundaren av Raoul Wallenbergskolan och kristdemokraten Per Egon Johansson. Pethrus är farfar till politikern och regionrådet Désirée Pethrus (Kristdemokraterna).

## Sånger
- Det klappar på där ute (Segertoner (1930) nr 159) från Schibboleth[förtydliga] översatt av Lewi Pethrus
- Det ljusnar nu, det gryr till dag (Segertoner 1930 nr 61) bearbetning från norska.
- Du har hört en ljuvlig stämma (Segertoner 1930 nr 205) bearbetning ur Truvés sånger
- Du tog din plats på Fadrens högra sida (Segertoner 1930 nr 171)
- En underbar, underbar tillflykt (Segertoner 1930 nr 22)
- Fjällblomman (Segertoner 1960 nr 594)
- I helig bön en skara var (Segertoner 1930 nr 370)
- Julen med sin glada sång (Segertoner 1930 nr 306)
- Kom som på morgonens vingar (Segertoner 1930 nr 97) bearbetat El Nathans text
- Löftena kunna ej svika, text och musik (Segertoner 1930 nr 70, Den svenska psalmboken 1986 nr 254)
- Mitt val är gjort (Segertoner 1960 nr 242)
- O, fröjd utan like, som Jesus mig gav (Segertoner 1930 nr 4)
- O segrare från Golgata (Segertoner 1930 nr 12)
- Såsom floden strömmar (Segertoner 1930 nr 43) översatt Frances Ridley Havergals text.
- Så ömt och så vänligt ljöd Frälsarens röst översatt från norska (Segertoner 1930 nr 28)
- Svenska folk, du borde tacka
- Tidstecknen visa, att Herren är nära (Segertoner 1930 nr 152) bearbetning.
- Till skilda fält, till städer och till byar (Segertoner 1930 nr 440)
- Vid min bröders hjordar (Segertoner 1930 nr 40)
- Vila jag sökte i världen vid (Segertoner 1930 nr 246)